# 大県郡
- 令制国一覧 > 畿内 > 河内国 > 大県郡
- 日本 > 近畿地方 > 大阪府 > 大県郡

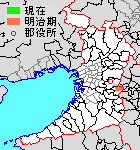
大阪府大県郡の位置（薄黄：後に他郡に編入された区域）

大県郡（おおがたぐん）は、かつて河内国・堺県・大阪府にあった郡。

## 郡域
1880年（明治13年）に行政区画として発足した当時の郡域は、概ね下記の区域にあたる。
- 柏原市の一部（法善寺、大県、太平寺、安堂町、高井田、青谷、峠より北東）
- 八尾市の一部（神宮寺）

## 歴史

### 古代
堅下郡と堅上郡を併せ大県郡が成立。

#### 式内社
『延喜式』神名帳に記される郡内の式内社。
| 神名帳              | 神名帳                       | 神名帳 | 神名帳 | 比定社           | 比定社               | 比定社 | 集成 |
| 社名                | 読み                         | 格     | 付記   | 社名             | 所在地               | 備考   | 集成 |
| ------------------- | ---------------------------- | ------ | ------ | ---------------- | -------------------- | ------ | ---- |
| 大県郡 11座（並小） |                              |        |        |                  |                      |        |      |
| 天湯川田神社        | アマユカハタノ               | 小     |        | 天湯川田神社     | 大阪府柏原市高井田   |        |      |
| 宿奈川田神社        | スクナカハタノ               | 小     |        | 宿奈川田神社     | 大阪府柏原市高井田   |        |      |
| 金山孫神社          | カナヤマヒコノ               | 小     |        | 金山孫神社       | 大阪府柏原市青谷     |        |      |
| 金山孫女神社        | カナヤマヒメノ               | 小     |        | 金山媛神社       | 大阪府柏原市雁多尾畑 |        |      |
| 鐸比古神社          | ヌテヒコノ                   | 小     |        | 鐸比古鐸比賣神社 | 大阪府柏原市大県     |        |      |
| 鐸比売神社          | ヌテヒメノ                   | 小     |        | 鐸比古鐸比賣神社 | 大阪府柏原市大県     |        |      |
| 大狛神社            | オホコマノ                   | 小     |        | 大狛神社         | 大阪府柏原市本堂     |        |      |
| 若倭彦命神社        | ワカヤマトヒメノ-            | 小     |        | 若倭彦命神社     | 大阪府柏原市平野     |        |      |
| 若倭姫命神社        | ワカヤマトヒメノ-            | 小     | 鍬     | 若倭姫命神社     | 大阪府柏原市山ノ井町 |        |      |
| 石神社              | イシカミノ イハ-             | 小     |        | 石神社           | 大阪府柏原市太平寺町 |        |      |
| 常世岐姫神社        | トコヨキヒメノ トコヨフナド- | 小     |        | 常世岐姫神社     | 大阪府八尾市神宮寺   |        |      |
| 凡例を表示          |                              |        |        |                  |                      |        |      |

### 近世以降の沿革
- 「旧高旧領取調帳」に記載されている明治初年時点での支配は以下の通り。○は村内に寺社除地[2]が存在。（11村）

| 知行         | 知行                         | 村数 | 村名                                   |
| ------------ | ---------------------------- | ---- | -------------------------------------- |
| 幕府領       | 幕府領                       | 1村  | ○青谷村                                |
| 幕府領       | 旗本領                       | 1村  | ○安堂村                                |
| 幕府領       | 幕府領・旗本領               | 1村  | ○峠村                                  |
| 藩領         | 相模小田原藩                 | 4村  | ○法善寺村、○平野村、○高井田村、○本堂村 |
| 藩領         | 河内狭山藩                   | 2村  | ○神宮寺村、○大県村                     |
| 幕府領・藩領 | 旗本領・小田原藩             | 1村  | ○雁多尾畑村                            |
| 幕府領・藩領 | 旗本領・小田原藩・備中浅尾藩 | 1村  | ○太平寺村                              |

- 慶応4年

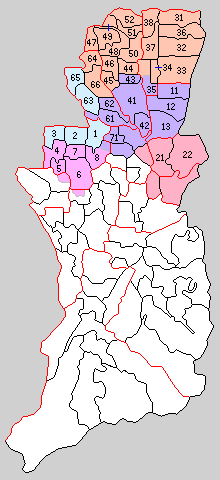
21.堅下村 22.堅上村（赤：柏原市 1 - 8は丹北郡 11 - 13は高安郡 31 - 38は河内郡 41 - 52は若江郡 61 - 66は渋川郡 71は志紀郡）

  - 2月 - 幕府領（代官支配）・旗本領が大坂裁判所司農局の管轄となる。
  - 5月2日（1868年6月21日） - 大坂裁判所司農局の管轄地域が大阪府司農局の管轄となる。
  - 6月8日（1868年7月27日） - 大阪府司農局の管轄地域が大阪府南司農局の管轄となる。
  - 6月 - 戊辰戦争後の処分により小田原藩が減封となり、本郡内の領地が消滅。
- 明治2年
  - 1月20日（1869年3月2日） - 大阪府南司農局の管轄地域が河内県の管轄となる。
  - 8月2日（1869年9月7日） - 河内県の管轄地域が堺県の管轄となる。
  - 12月26日（1870年1月27日） - 狭山藩が廃藩。管轄地域が堺県の管轄となる。
- 明治4年
  - 7月4日（1871年8月29日） - 廃藩置県により、藩領が浅尾県の管轄となる。
  - 11月15日（1871年12月26日） - 第1次府県統合により、浅尾県の管轄区域が深津県の管轄となる。
  - 11月22日（1872年1月2日） - 第1次府県統合により、全域が堺県の管轄となる。
- 明治7年（1874年）1月22日 - 大区小区制の堺県での施行により、河内国第2大区となる。
- 明治13年（1880年）4月15日 - 郡区町村編制法の堺県での施行により、行政区画としての大県郡が発足。若江郡寺内村の大信寺に「八尾郡役所」が設置され、同郡および丹北郡・高安郡・渋川郡・河内郡とともに管轄。八尾郡役所はまもなく改称して「丹北高安渋川大県若江河内郡役所」となる。
- 明治14年（1881年）2月7日 - 大阪府の管轄となる。
- 明治22年（1889年）4月1日 - 町村制の施行により、下記の各村が発足。全域が現・柏原市。（2村）
  - 堅下村 ← 大県村、高井田村、安堂村、大平寺村、平野村、法善寺村
  - 堅上村 ← 雁多尾畑村、青谷村、峠村、本堂村
  - 神宮寺村が高安郡南高安村（現・八尾市）の一部となる。
- 明治29年（1896年）4月1日 - 郡制の施行のため、「丹北高安渋川大県若江河内郡役所」が管轄する各郡および志紀郡三木本村の区域をもって中河内郡が発足。同日丹北郡廃止。

## 行政
八尾郡長→堺県丹北・高安・渋川・大県・若江・河内郡長
| 代 | 氏名   | 就任年月日                | 退任年月日               | 備考         |
| -- | ------ | ------------------------- | ------------------------ | ------------ |
| 1  | 名和暢 | 明治13年（1880年）4月16日 | 明治14年（1881年）2月6日 | 大阪府に移管 |

大阪府丹北・高安・渋川・大県・若江・河内郡長
| 代 | 氏名     | 就任年月日                | 退任年月日                | 備考                                                                               |
| -- | -------- | ------------------------- | ------------------------- | ---------------------------------------------------------------------------------- |
| 1  | 名和暢   | 明治14年（1881年）2月7日  | 明治14年（1881年）3月3日  |                                                                                    |
| 2  | 浦橋僴   | 明治14年（1881年）3月31日 | 明治19年（1886年）8月25日 |                                                                                    |
| 3  | 深瀬和直 | 明治19年（1886年）8月25日 | 明治26年（1893年）5月31日 |                                                                                    |
| 4  | 松村秀真 | 明治26年（1893年）5月31日 | 明治29年（1896年）3月31日 | 丹北郡・高安郡・渋川郡・若江郡・河内郡および志紀郡三本木村との合併により大県郡廃止 |